# Narkotykowy kowboj
Narkotykowy kowboj (ang. Drugstore Cowboy) – amerykański dramat obyczajowy z elementami kryminału z roku 1989 w reżyserii Gusa Vana Santa. Film powstał na podstawie powieści Jamesa Fogle'a o tym samym tytule.
Jedną z ról zagrał w filmie znany pisarz - William S. Burroughs.

## Fabuła
Dramat opowiada o narkomanie Bobie i grupie jego przyjaciół, którzy w celu zaspokojenia głodu narkotycznego napadają na apteki i szpitale w celu uzyskania środków odurzających. Kiedy przyjaciółka Boba umiera z przedawkowania, postanawia on zaprzestać ćpania i zmienić swoje życie, poddając się leczeniu. Wszystko układa się idealnie dopóki do szpitala nie przychodzi jego żona z torbą pełną narkotyków.